# URWERK
URWERK est une marque de montres suisse, fondée en 1997 par Felix Baumgartner et Martin Frei, à Zurich en Suisse. Le siège social se trouve à Genève en Suisse.

## Histoire
En 1995, Felix Baumgartner juste sorti de l’école d’horlogerie de Soleure rencontre Martin Frei, diplômé de la Haute École d'art de Zurich.
Ils se mettent rapidement d’accord pour proposer leur vision du temps à travers la création d’une marque de Montres de luxe. URWERK est fondée en 1997, année à laquelle sont présentées les premières montres UR-101 et UR-102.
Le nom de la marque résulte d’une réflexion.
Ur est une ville de Mésopotamie où se trouvent les vestiges de cadrans solaires vieux de plus de 6000 ans. Le peuple sumérien de la ville d’Ur est à l’origine du calcul du temps tel qu’on le connaît aujourd’hui.
Werk est un mot allemand faisant référence au travail, à l’évolution, à la création, au façonnage et au fait de susciter de l’émotion.
Depuis 2003, URWERK dévoile un nouveau modèle par an et produit environ 150 montres chaque année.

## Concept

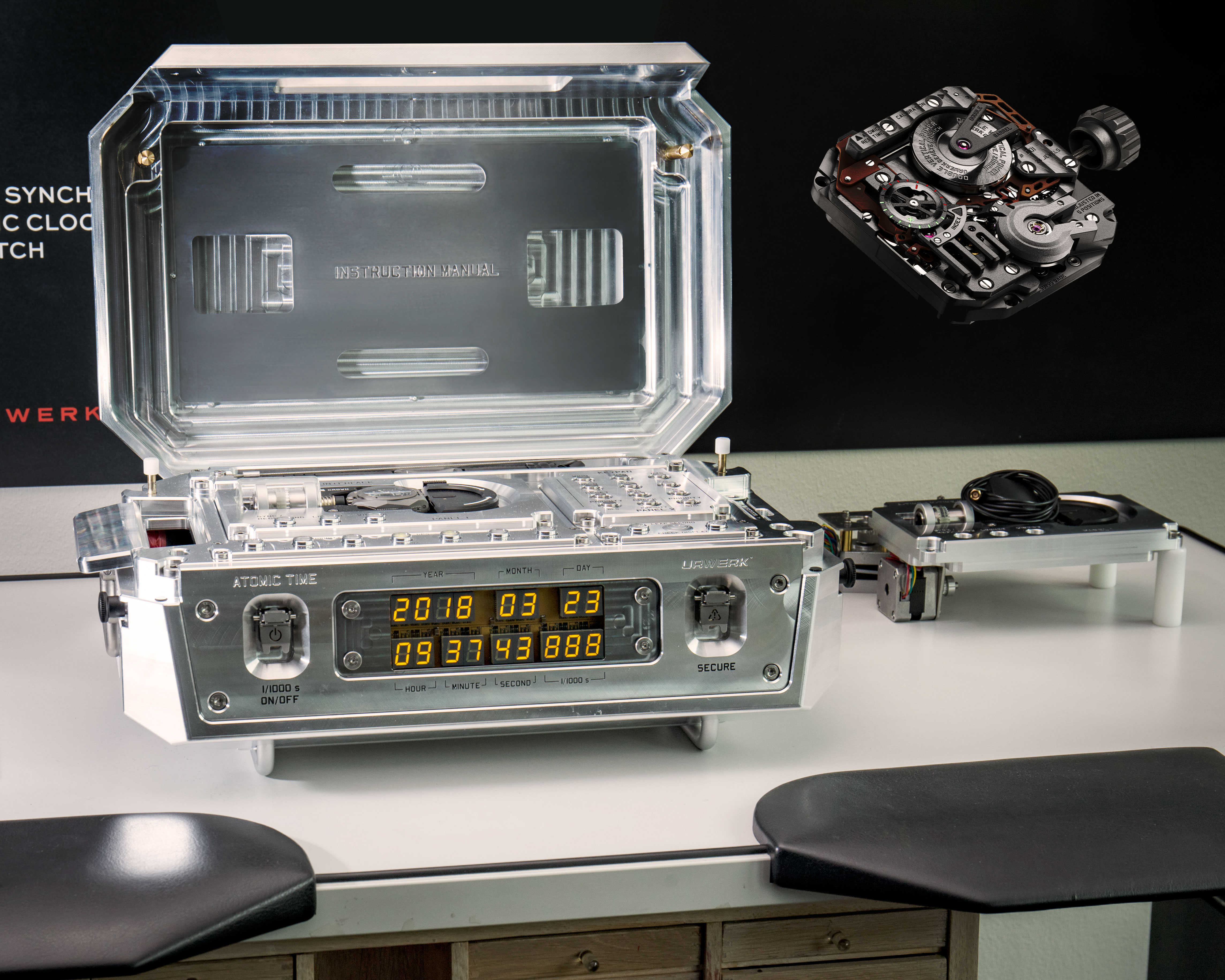
Atomic Time

Le concept de URWERK repose sur 3 piliers :
- L'affichage de l'heure alternatif. La collection "Satellite" est la plus emblématique de la marque. Des satellites en orbite indiquent le temps en heures et minutes dans un cadran en arc de cercle de 120°. La marque propose également d'autres affichages alternatifs dans sa collection "Projets Spéciaux", ainsi que des complications horlogères inédites. L’UR-100, sortie pour la première fois en 2019, permet de suivre la rotation de la Terre autour du soleil et la vitesse de celle-ci, pour mêler la notion du temps avec celle de l’espace[5].
- La précision. A travers sa collection "Chronométrie" URWERK revient à un affichage plus traditionnel, mais défie les limites de la mesure du temps mécanique. La pièce la plus aboutie de cette collection est aujourd'hui l'AMC. Cette pièce, inspirée des pendules sympathiques de Breguet[6] , combine une pendule atomique qui vient interagir avec une montre entièrement mécanique.
- L’innovation à travers l'alliance des techniques ancestrales horlogères, et de l’art.

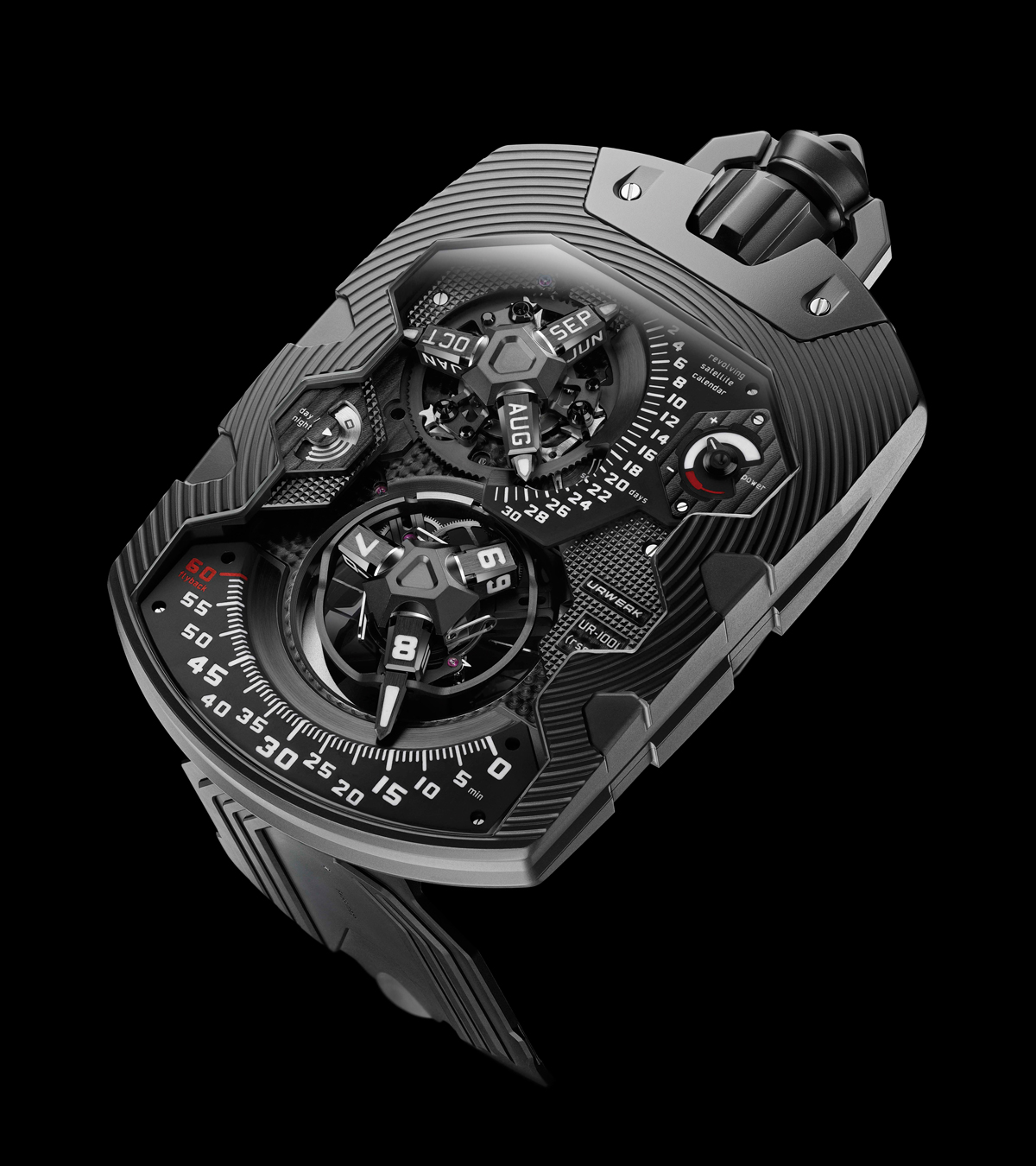
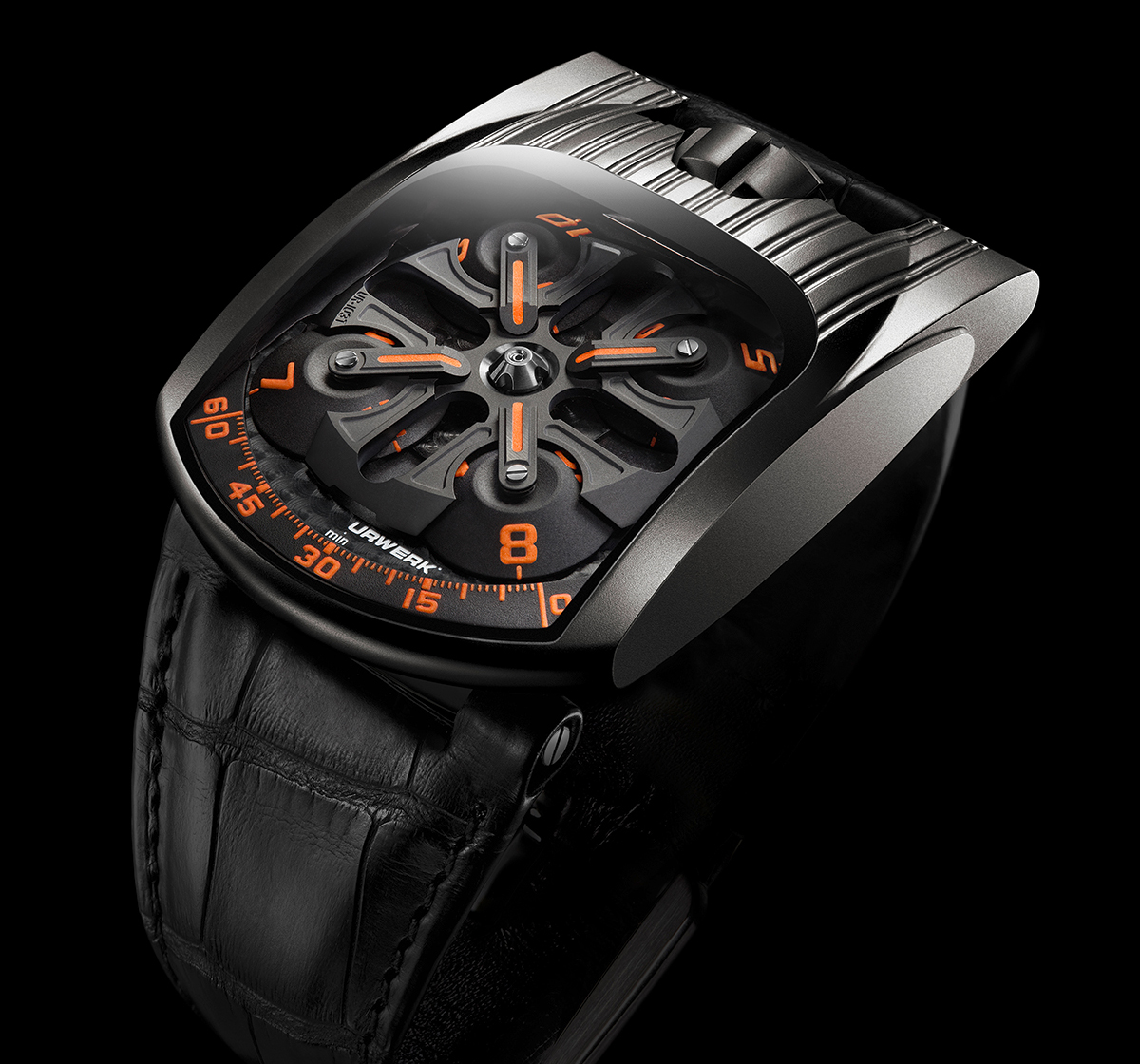
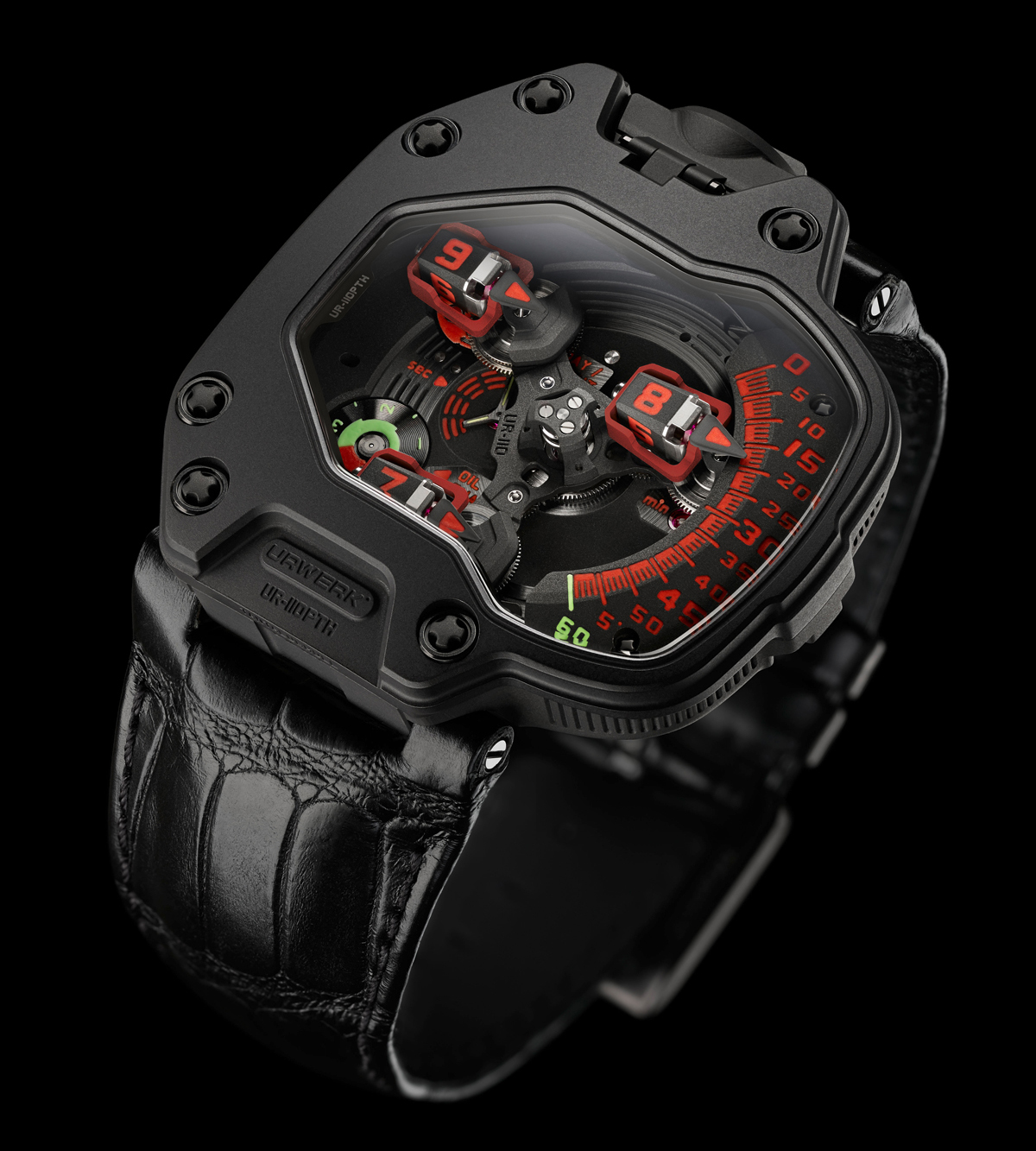
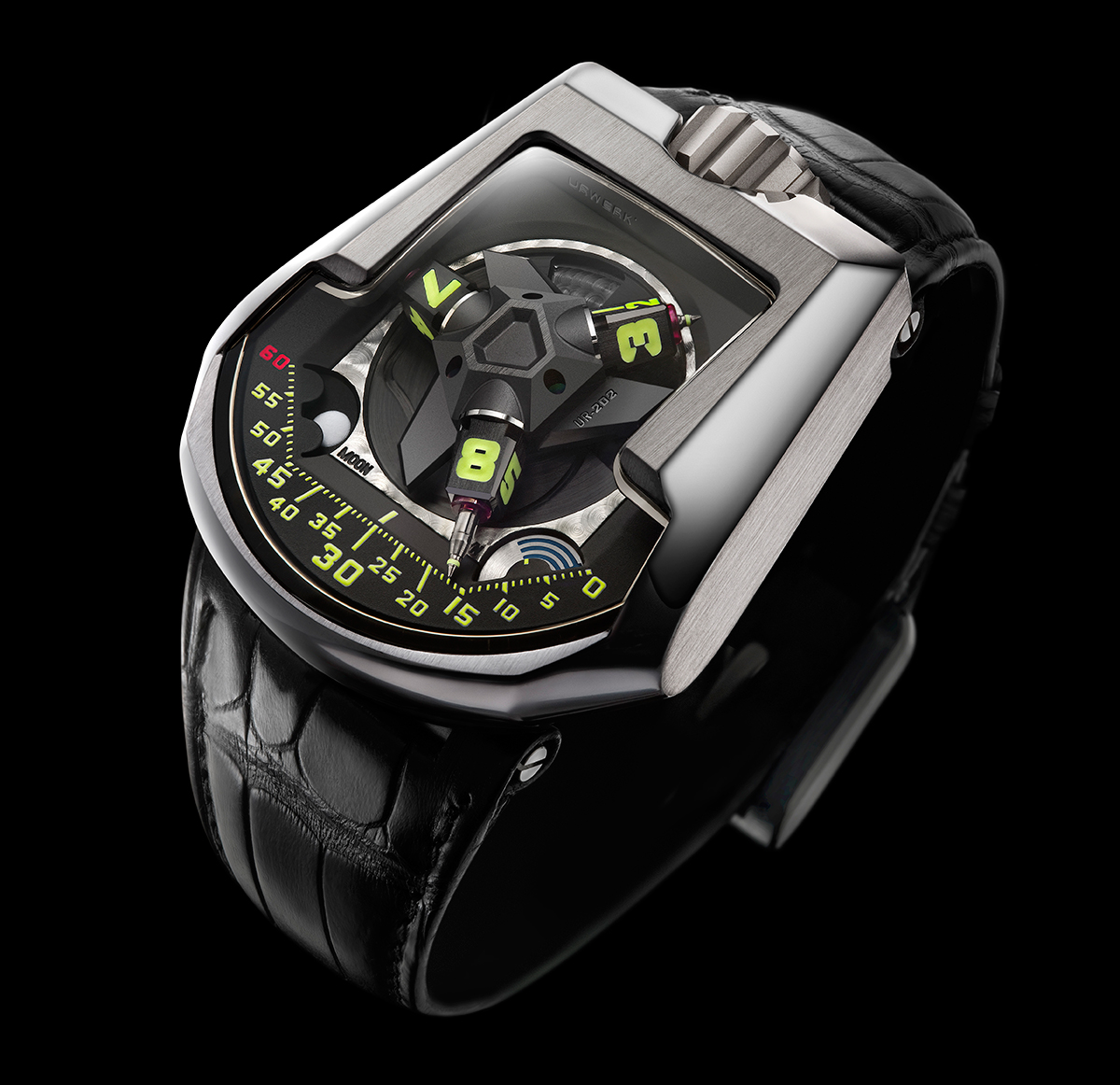
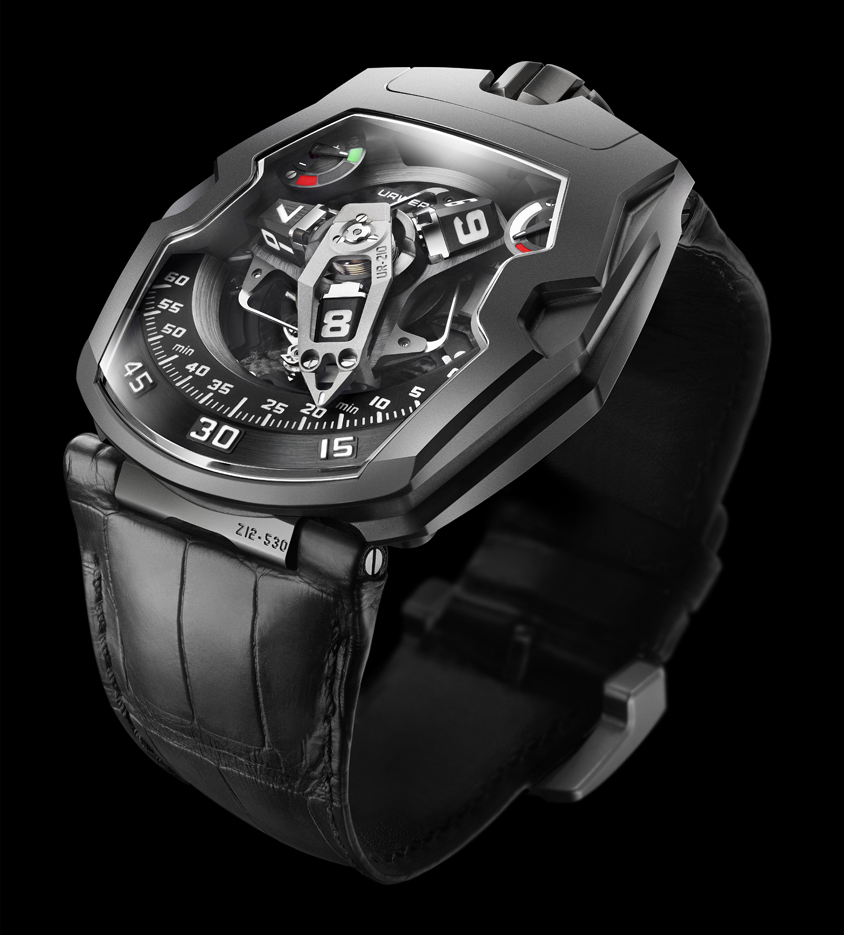
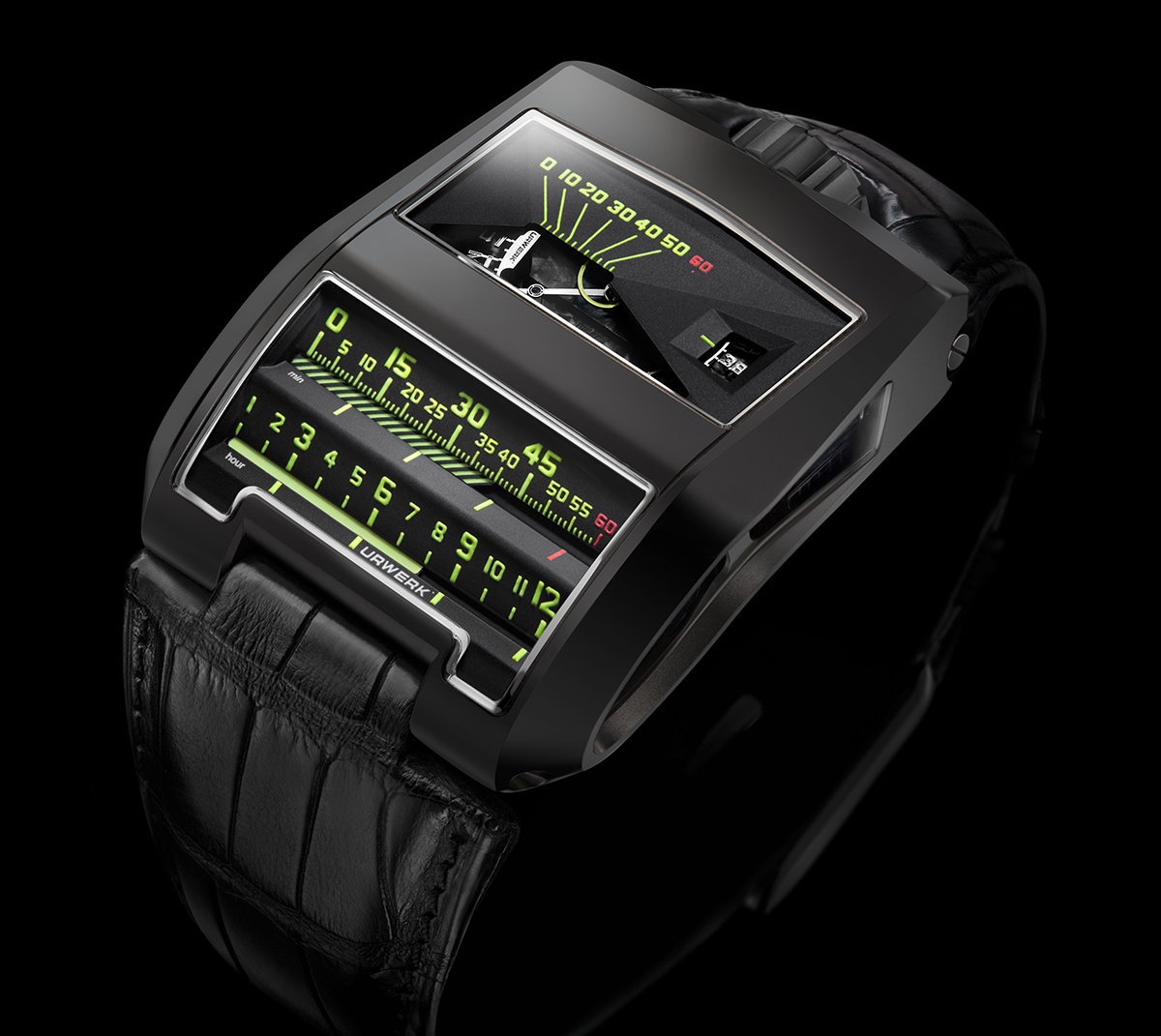

## Récompenses
- 2011 : Prix de la montre design de la Fondation du grand prix d'horlogerie de Genève pour la montre UR-110[7].
- 2014 : Prix de l'innovation de la Fondation du grand prix d'horlogerie de Genève pour la montre EMC[8].
- 2014 : Prix de l'exception mécanique de la Fondation du grand prix d'horlogerie de Genève pour la montre EMC[8].
- 2019 : Prix de l'audace (Audacity Prize) de la Fondation du grand prix d'horlogerie de Genève pour la montre AMC[9].
- 2020 : Esprit entrepreneurial (Entrepreneurial spirit) du Prix GAÏA du Musée international d'horlogerie[10].